# Affaire Romain Dupuy
Pour les articles homonymes, voir Dupuy.
L'affaire Romain Dupuy également connue sous le nom de Drame de Pau est un fait divers survenu dans la nuit du 17 au 18 décembre 2004 à l'hôpital psychiatrique de Pau où l'aide-soignante Lucette Gariod, 40 ans et l'infirmière Chantal Klimaszewski, 48 ans ont été tuées dans un bâtiment de l'hôpital psychiatrique.
Cet événement a été très médiatisé en France, en raison de la décapitation d'une des victimes. Certaines personnes disent[réf. nécessaire] qu'il a  véhiculé toutes les peurs et a mis en lumière des carences en matière de politique de gestion de la santé mentale en France : la sécurité, les effectifs, le manque de psychiatres, un suivi des malades insuffisant.
Lors d'un nouveau passage devant le juge des libertés, Romain Dupuy a été maintenu dans l'unité pour malades difficiles (UMD) de Cadillac au motif de l'incompétence du juge des libertés et de la détention sur la question du transfert d’établissement.
Les juridictions administratives et judiciaires se déclarant toutes deux incompétentes une longue bataille a été menée sur le plan judiciaire afin de mettre fin à ce déni de justice.
Par décision en date du 3 juillet 2023 le Tribunal des conflits a mis fin à cette "imbroglio judiciaire" et déclarait l'ordre judiciaire seul compétent pour statuer de la question du transfert.
Le 15 septembre 2023, la cour d'appel de Bordeaux faisait droit à la demande de transfert du patient en unité ordinaire. 

## Faits
Romain Dupuy, déjà hospitalisé à trois reprises pour schizophrénie à l'hôpital psychiatrique de Pau, quitte son domicile le 17 décembre 2004 après avoir fumé une quinzaine de joints. Agressé selon lui trois jours plus tôt dans un quartier de Pau où il était venu se procurer du cannabis, il a rempli ses poches de vis cruciformes, pensant que des chiens sauvages peuvent l'attaquer en chemin et a pris un couteau de cuisine pour se venger de ses agresseurs. Ne les trouvant pas, il se rend à l'hôpital psychiatrique. Croisant une infirmière et une aide-soignante, il les poignarde et égorge l'une après l'autre, puis décapite l'infirmière, déposant sa tête sur un poste de télévision,. Le 29 janvier 2005, Romain Dupuy est arrêté pour tentative de meurtre sur des policiers de la brigade anti-criminalité de Pau lors d'un contrôle de routine. Il est confondu par son ADN prélevé par la police sur son sang laissé lorsqu'il a brisé un vasistas de l'hôpital.

## Conséquences
Le plan santé mentale 2005/2008  initié par le ministre Philippe Douste-Blazy a fait suite à cet événement et a tenté de trouver des solutions à ce qui est présenté comme la crise de la psychiatrie en France. Certaines personnes[Qui ?] disent qu'il a remis en lumière l'échec de l'application des recommandations du rapport Piel-Roelandt de 2001.
Malgré les demandes des familles des victimes, Romain Dupuy, la personne à l'origine du drame, a été déclaré irresponsable pénalement après une bataille d'experts (discernement aboli lors de son acte), et un non-lieu psychiatrique a été prononcé selon l'article 122-1 du code pénal le 28 août 2007. Ce non-lieu fut confirmé en appel au mois de novembre suivant.
Lors de l'ouverture du procès en appel, Romain Dupuy a obtenu après avis médical le droit de témoigner, il affirma regretter ce qu'il avait fait tout en ajoutant que cela ne servait à rien de s'excuser. Son avocat  avait alors expliqué redouter ce moment en raison de la pathologie de son client qui souffre de schizophrénie paranoïde dite héboïdophrénie. Il prévint que Romain Dupuy « [allait exprimer] ce que sa maladie l'amènera à dire à ce moment-là. Pour les observateurs, cela pourra apparaître comme un discours cohérent ».
Romain Dupuy est encore en juin 2022 hospitalisé à l'Unité des malades difficiles (UMD) de Cadillac (Gironde) où , selon les médecins qui le suivent, il réagit bien au traitement. 
Le 15 septembre 2023, la cour d’appel de Bordeaux a autorisé la mainlevée du placement dans l’UMD de Cadillac et ordonné son transfert dans un service de psychiatrie générale. Le parquet général réfléchirait à se pouvoir en cassation.
Ces événements ont également posé le débat sur la responsabilité pénale des malades mentaux, ainsi que de la réponse pouvant être apportée aux familles des victimes de malades mentaux déclarés irresponsables.
Georges Fenech a été par la suite rapporteur de la loi « irresponsabilité pénale » de 2008, qui permet de prendre d'autres mesures qu'une ordonnance de non-lieu à l'égard des personnes jugées malades. Avec cette loi, la justice peut reconnaître simultanément et paradoxalement l'imputabilité des faits au criminel en même temps que son irresponsabilité.
Après une longue bataille juridique menée par son avocate , la Cour d'appel de Bordeaux sur décision du 15 septembre 2023 a ordonné « la mainlevée de la mesure de placement en unité pour malades difficiles (UMD) » de Romain Dupuy. En cela la Cour ordonne également que cet interné médico-légal soit transféré dans une unité classique d’un établissement psychiatrique 
Cette décision est aussi susceptible de s’appliquer aux mesures de transferts disciplinaires d’une unité habituelle d’un établissement psychiatrique vers une unité sécurisée du type unité de soins intensifs ou unité pour malades agités et perturbateurs. Sur ce point, c’est quiconque a affaire à l’hospitalisation psychiatrique y compris libre qui peut être concerné par cette jurisprudence. 

## Documentaires télévisés
- « Romain Dupuy, les infirmières de Pau » en février 2009 et octobre 2010 dans Faites entrer l'accusé présenté par Christophe Hondelatte sur France 2.
- « Meurtre à l'hôpital psy de Pau » dans Secrets d'actualité sur M6.